# إيراروم
إيراروم، هو الحاكم الثالث عشر لجوتيان من سلالة جوتيان في سومر المذكورة في "قائمة الملوك السومريين، عاش في أواخر الألفية الثالثة قبل الميلاد. " [ق.م.س]. وفقاً لقائمة الملوك السومريين: كان إيراروم خليفة للملك لاإيرابوم ثم خلف إبرانوم إيراروم (وبالمثل وفقاً لـ ق.م.س).
| سبقه لاإيرابوم | ملك سومر أواخر 3000 قبل الميلاد | تبعه إبرانوم |